# Dirty tricks
Dirty tricks (sales ruses ou coup tordu en anglais) est un terme employé dans le langage politique aux États-Unis pour désigner des tactiques non éthiques utilisées afin de prendre le dessus sur un adversaire.